# 함현고등학교
함현고등학교(咸絃高等學校)는 대한민국 경기도 시흥시 정왕동에 있는 공립 고등학교이다.

## 학교 연혁
- 1998년 1월 15일 : 함현고등학교 24학급 설립 인가
- 1998년 2월 23일 : 18개 교실, 8개 특별실 및 8개 부속실 신축
- 1998년 3월 1일 : 함현고등학교 개교
- 1998년 3월 4일 : 초대 김희자 교장 취임, 신입생 243명 입학 (6학급)
- 1998년 12월 31일 : 27개 교실, 8개 특별실 증축
- 2001년 2월 9일 : 제1회 졸업생 250명 졸업
- 2005년 1월 28일 : 학생체육관 준공
- 2010년 2월 25일 : 2011년 자율형 공립고 선정
- 2020년 3월 1일 : 제7대 송병현 교장 취임
- 2023년 1월 5일 : 제23회 졸업식 282명 졸업(누계 7,328명)
- 2023년 3월 2일 : 신입생 342명 입학

## 참고 자료
- 함현고등학교 - 한국교육학술정보원 학교알리미